# Provocar
"Provocar" é uma canção da cantora brasileira Lexa e do cantor e drag queen Gloria Groove, lançada em 22 de novembro de 2018 através da Som Livre como segundo single do extended play (EP) da cantora, Só Depois do Carnaval (2019). A canção foi anunciada pela mesma através de suas mídias sociais no dia 19 de novembro de 2018.

## Fundo e lançamento
Segundo Lexa, há tempos que ela tinha interesse em uma parceria com Gloria Groove, em entrevista, a cantora disse: “quando falei com a Gloria pela primeira vez, já estava rondando ela. Eu tinha adorado tudo que tinha visto sobre ela. Acho que ela não tinha nem lançado ‘Bumbum de Ouro’ ainda, quando a chamei para o feat. Deu muito certo. Quando a gente entrou no estúdio e ela botou a voz dela, eu pensei ‘caramba! Que acerto!'”. A canção mistura três estilos diferentes, como disse a cantora: “Posso adiantar que essa música tem funk, um free style da Gloria e uma batida muito diferente. Ela muda do nada. Do funk, a pessoa muda e começa a requebrar”. Em 19 de novembro de 2018, a cantora revelou a capa e a data de lançamento da canção. A canção foi lançada em 22 de novembro de 2018 em todas as plataformas de download digital e streaming. “Provocar” é descrita como uma música leve e dançante, misturando batidas de funk, swing e rap, e fala sobre liberdade de expressão e autoestima.

## Videoclipe
Em 22 de novembro de 2018, o videoclipe oficial foi lançado em seu canal no YouTube. Dirigido por Felipe Sassi, o clipe foi filmado em 31 de Outubro em um bairro no Morumbi, em São Paulo, e contou com 100 profissionais na equipe.

Com looks assinados por Daniel Lima, o clipe tem um clima de Oriente Médio, com conceito, luxo, coreografia e muita sensualidade. Os cenários e figurinos foram inspirados no filme norte-americano de 1942 "As Mil e Uma Noites". "É uma música para levantar a autoestima e para quem gosta de dançar. Espero que meus fãs curtam, estamos com uma grande expectativa. E eu admiro o trabalho da Gloria, já conhecia antes mesmo dela estourar com ‘Bumbum de Ouro’. É uma honra tê-la comigo neste lançamento”, disse Lexa em comunicado divulgado para a imprensa. Gloria retribui o carinho. "Não é à toa que no meu verso eu faço referências a dois sucessos dela: 'Posso Ser' e 'Para de Marra'. É uma realização de um sonho. Para mim, estar ao lado da Lexa é surreal", contou.